# Puig (empresa)
Puig é uma companhia multinacional barcelonesa que desenvolve sua atividade nos setores da moda e dos perfumes. A empresa foi fundada no ano 1914 por Antonio Puig Castelló em Barcelona, Catalunha (Espanha). Atualmente a empresa continua sendo administrada pela família Puig.
Puig comercializa seus produtos em 150 países e tem presença direta em 26 deles, empregando 4472 pessoas em todo o mundo. O seu volume de negócios no ano 2018 atingiu os 1933 milhões de euros em rendimentos netos e os 242 milhões de euros em benefícios netos.
Tanto no setor da moda como no das fragrâncias, Puig opera baixo as marcas Nina Ricci, Carolina Herrera e Paco Rabanne. Além disso, no setor da moda é o acionista majoritário de Jean Paul Gaultier.. Na área dos perfumes opera também baixo a licença das marcas Comme des Garçons, Prada e Valentino, entre outras.

## História da companhia

### Fundação e primeiros anos

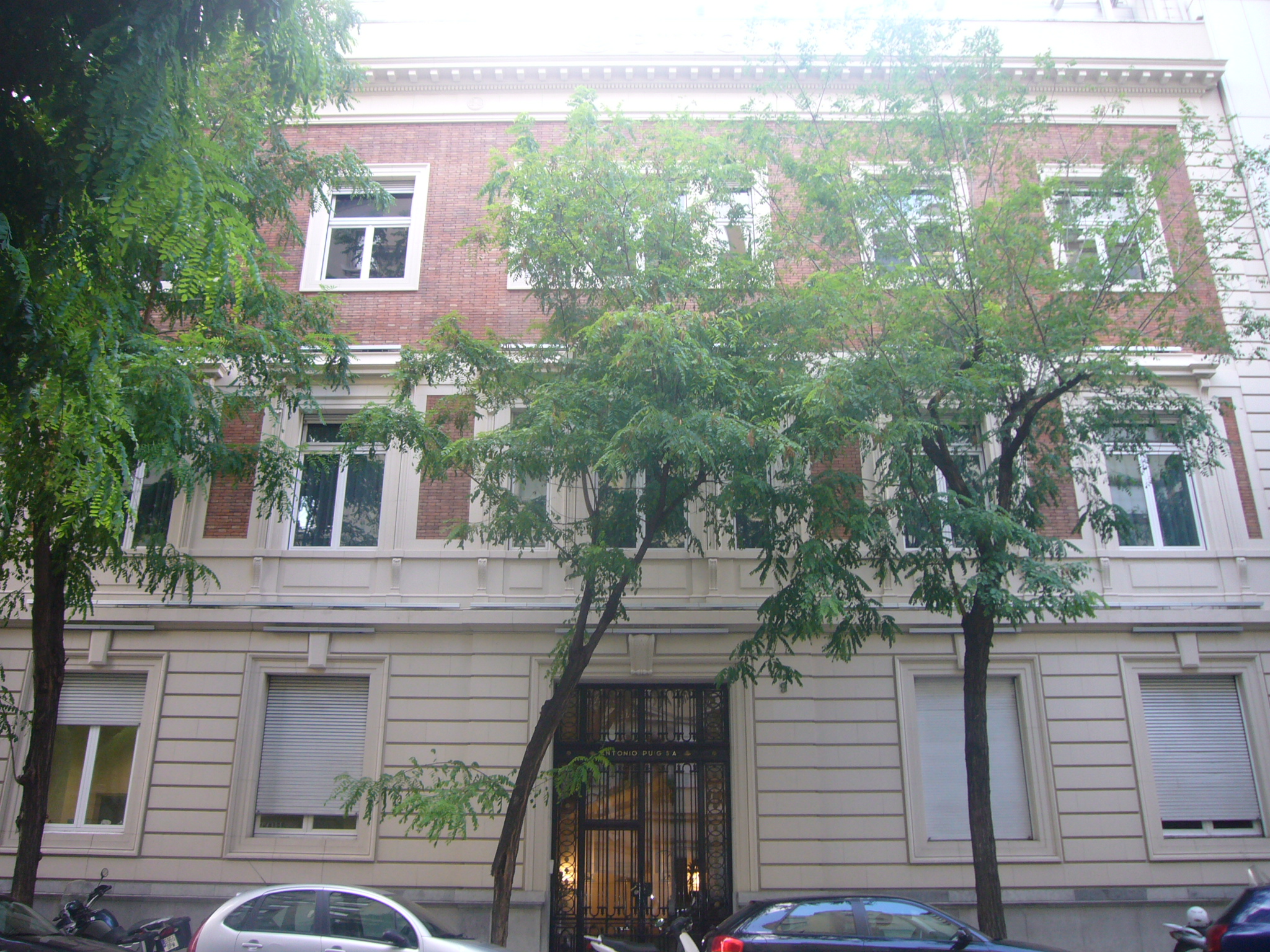
Antiga sede de Puig, na Travessera de Gràcia, em Barcelona.

As origens da empresa datam de 1914 quando Antonio Puig Castelló fundou a companhia. Naquele momento a empresa adotou o nome do seu fundador, chamando-se Antonio Puig S.A.. Desde então, a companhia orientou seus negócios aos setores dos cosméticos e dos perfumes.
No ano 1922 a empresa comercializou “Milady”, o primeiro batom fabricado na Espanha.
Na década de 1940 a empresa começou comercializar a fragrância Água Lavanda Puig, que tornaria num dos produtos emblema da companhia. Durante esses mesmos anos, o fundador Antonio Puig decidiu deslocar a fábrica e os escritórios para um prédio situado na rua Travesera de Gracia, no bairro de Gracia de Barcelona.
Nos anos seguintes, os quatro filhos do fundador incorporaram-se à companhia. Embora a transição ocorresse de forma gradual, finalmente Antonio Puig delegou nos seus filhos a tomada de decisões: Antonio e Mariano focalizariam na perfumaria, José María dedicou-se à diversificação e Enrique às relações institucionais.

### Expansão internacional
No ano 1959 começou sua expansão internacional quando construiu uma fábrica nova no Polígono Industrial Besòs, em Barcelona. Por outro lado também criou a primeira delegação fora da Espanha, nos Estados Unidos.
Em 1968 abriu outra filial em Paris, e foi então quando Puig incorporou à companhia a marca do desenhista espanhol Paco Rabanne. Graças a essa colaboração, em 1969, o perfume Calandre começou-se comercializar.. No ano 1976 a companhia construiu uma fábrica de perfumaria em Chartres, França.. Em 1987 Puig adquiriu de forma definitiva a casa de moda de Paco Rabanne.
Um dos marcos mais determinantes na expansão internacional foi o acordo alcançado nos anos 1980 com a desenhista venezuelana Carolina Herrera, em Nova York para criar e comercializar todas suas fragrâncias. Anos mais tarde, em 1955, foi incorporada também a seção de negócio de moda de Carolina Herrera.

### Mudança de nome: Puig Beauty & Fashion Group

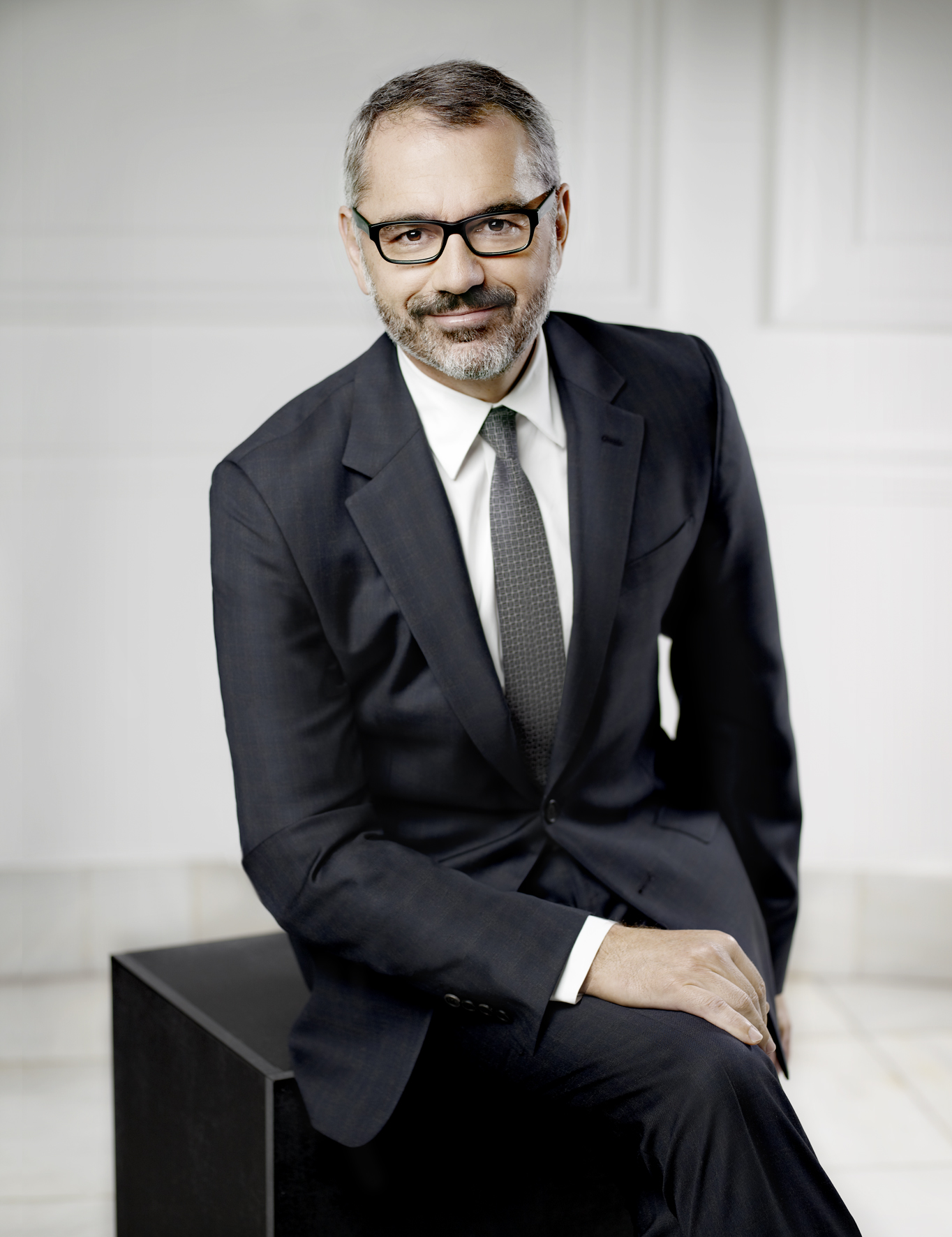
Marc Puig, presidente executivo da companhia.

Em 1997 Puig alcançou um acordo com Antonio Banderas para a criação e comercialização da marca Antonio Banderas Fragances. No ano próximo a companhia adquiriu a marca de Nina Ricci, continuando sua política de aquisição de marcas de prestígio. Como conseqüência do crescimento do negócio, em 1999 a família Puig refundiu a empresa,  nomeando-a com o nome de Puig Beauty & Fashion Group. Ao redor de sua estrutura albergava três líneas de negócio: moda, cosmética e perfumes.
Continuando com essa política de expansão, Puig adquiriu as companhias espanholas Perfumería Gal e Myrurgia. Essas operações afiançaram a liderança de Puig no mercado espanhol. Também graças a essas aquisições, integraram-se em Puig as marcas Adolfo Dominguez, Massimo Dutti e Heno de Pravia, além de outras.
Em 2002 começou a fazer parte da companhia de moda francesa “Comme dês Garçons” e um ano depois adquiriu a sociedade que administrava os perfumes da italiana Prada. Todas duas firmas se tronaram parte do catálogo de perfumes da companhia.
Nos anos 2000 a companhia experimentou mudanças na direção, tornando-se Marc Puig membro da terça geração da família, no Diretor Geral e finalmente, em 2007, Presidente Executivo. Manuel Puig quedou como vice-presidente. Com a nova direção, no ano 2008 Puig alcançou um acordo com a cantante colombiana Shakira para o desenvolvimento de seus perfumes.

### Puig atualmente

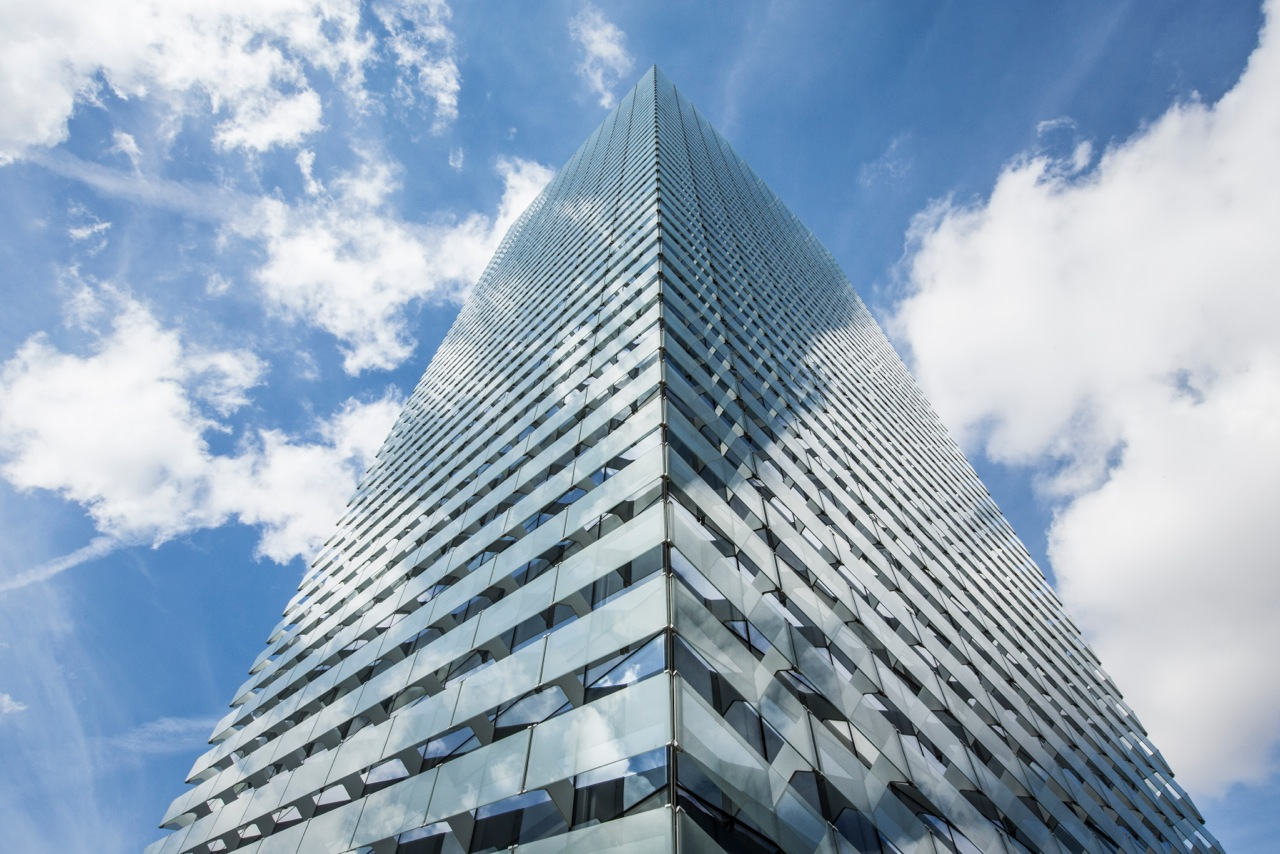
Torre Puig, na Praça de Europa de Hospitalet de Llobregat.

Em 2009 Puig Beauty & Fashion Group mudou seu nome comercial pela segunda vez, tornando-se conhecida simplesmente como Puig.
As últimas firmas aderidas à estrutura Puig foram as do designer italiano Valentino (ano 2010) e as do designer francês Jean Paul Gaultier. Neste último caso, Puig virou o acionista majoritário, quando comprou o 45% ao grupo francês Hermès e o 10% ao mesmo Jean-Paul Gaultier, conservando este a direção artística. Durante 2013, Puig transferiu a sua sede corporativa em França para a conhecida Avenida dos Campos Elíseos em Paris.
Em 2014, a empresa comemora o centenário da sua fundação inaugurando uma nova sede, situada na Praça de Europa de Hospitalet de Llobregat, chamada Torre Puig. A Torre é uma obra do arquiteto Rafael Moneo, vencedor do Prémio Pritzker, e de GCA Arquitectos. Foi inaugurada pelos Príncipes de Astúrias. A Torre obteve o certificado Leed Oro, que reconhece a qualidade ambiental dos edifícios. Na entrada do edifício figura uma estátua, obra de Joan Miró, cedida durante dois anos pela Fundación Joan Miró.
Por outro lado, a Puig apostou nos últimos anos por acções e iniciativas de crescimento através da aquisição de novas marcas nicho. Exemplos disto são a participação maioritária em Dries Van Noten, ao mesmo tempo que tem impulsionado o desenvolvimento de Penhaligon's e L'Artisan Perfumeur – marcas que contam com uma presença exclusiva na cidade de Paris -. Assim mesmo, a companhia completou a aquisição maioritária de Eric Buterbaugh Los Angeles, e alcançou um acordo com Chistian Louboutin para desenvolver o seu negócio de beleza. 

## Dados
Puig atualmente tem cinco plantas de produção, localizadas quatro na Europa e outra no México, que têm uma produção anual de 331 milhões de unidades de perfume. Graças a essa produção alcançou em 2012 uma quota a nível mundial do 7,6% no negócio da perfumaria. Cinco anos antes, essa cifra era do 3,5%, o que quer dizer que capturou um 35% do crescimento mundial no período 2010-2012.
Puig comercializa seus produtos em 150 países e tem presença direta em 22 deles, empregando 4472 pessoas em todo o mundo. O seu volume de negócios no ano 2015 atingiu os 1935 milhões de euros em rendimentos netos e os 228 milhões de euros de benefícios netos.

## Ligação ao mundo da vela

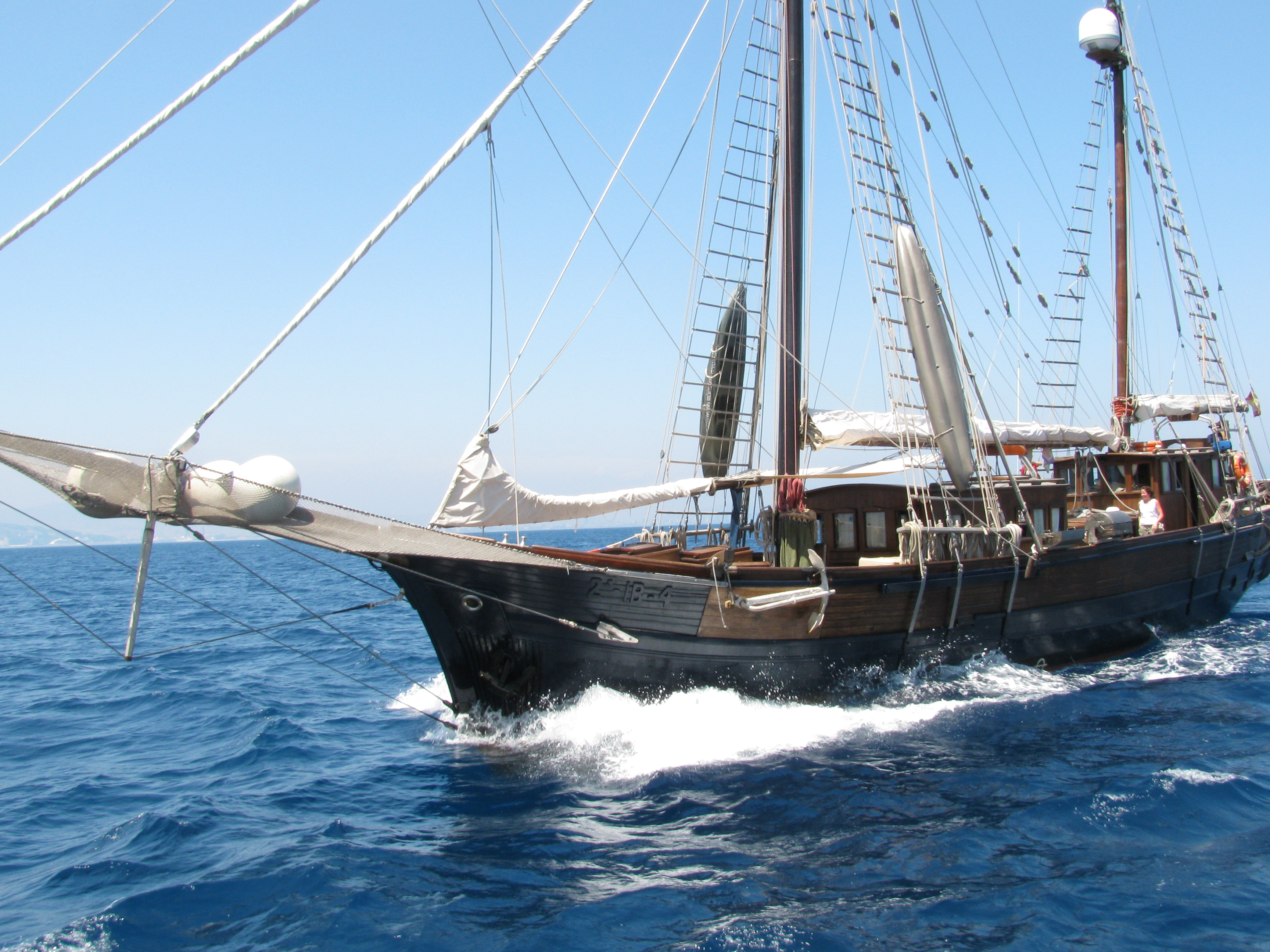
Uma das embarcações clássicas na regata Puig Vela Clássica 2010.

A família Puig sempre esteve fortemente ligada ao mundo da vela, especialmente na figura do desaparecido Enrique Puig, conselheiro da companhia, presidente do Club Náutico e do Real Clube Náutico de Barcelona. A companhia foi a principal patrocinadora da Copa do Rei de Vela desde 1984 até 2006.
Puig foi o armador e o patrocinador do veleiro «Azur de Puig», embarcação participante nos eventos náuticos mais importantes a nível internacional. Uma das tripulantes habituais do veleiro era a Infanta Cristina, filha mais nova do rei Juan Carlos I.
Desde 2008, em parceria com o Real Clube Náutico de Barcelona, a companhia promove e patrocina a regata <<Puig Vela Clássica>> que tem lugar cada ano no durante o mês de julho em águas de Barcelona. A regata é reservada para as embarcações clássicas e tradicionais, sendo esta característica a particularidade principal dela. Esta regata é uma das mais importantes para veleiros clássicos dentre todas as que têm lugar a nível mundial.